# Dichorisandra tenuior
Dichorisandra tenuior är en himmelsblomsväxtart som beskrevs av Carl Friedrich Philipp von Martius. Dichorisandra tenuior ingår i släktet Dichorisandra och familjen himmelsblomsväxter. Inga underarter finns listade.